# Ulrich Bayer
Ulrich Bayer (* 19. Dezember 1962 in Bruchsal) ist ein evangelischer Kirchenhistoriker und Pfarrer der Evangelischen Landeskirche Baden. Seit 2008 hat er einen Lehrauftrag für Kirchengeschichte an der Evangelischen Hochschule Freiburg.

## Leben und Wirken
Nach dem Abitur studierte Bayer Geschichte und Evangelische Theologie in Tübingen, Wien und Heidelberg. Nach einer Tätigkeit als Assistent am Institut für Brandenburgische und Preußische Kirchengeschichte der Kirchlichen Hochschule Berlin-Zehlendorf arbeitete er als wissenschaftlicher Angestellter beim EKD-Forschungsprojekt Staat und Kirche in der DDR in Berlin. Die Promotion zum Dr. theol. erfolgte mit einer Dissertation über die deutsche Nachkriegs-Kirchengeschichte an der Universität Tübingen 1995. Bayer war Mitglied des wissenschaftlichen Beirates der Ausstellung "Nationalsozialismus in Freiburg" (2016/17). Seit 2022 unterrichtet er Historische Theologie am Freiburger Friedensinstitut.

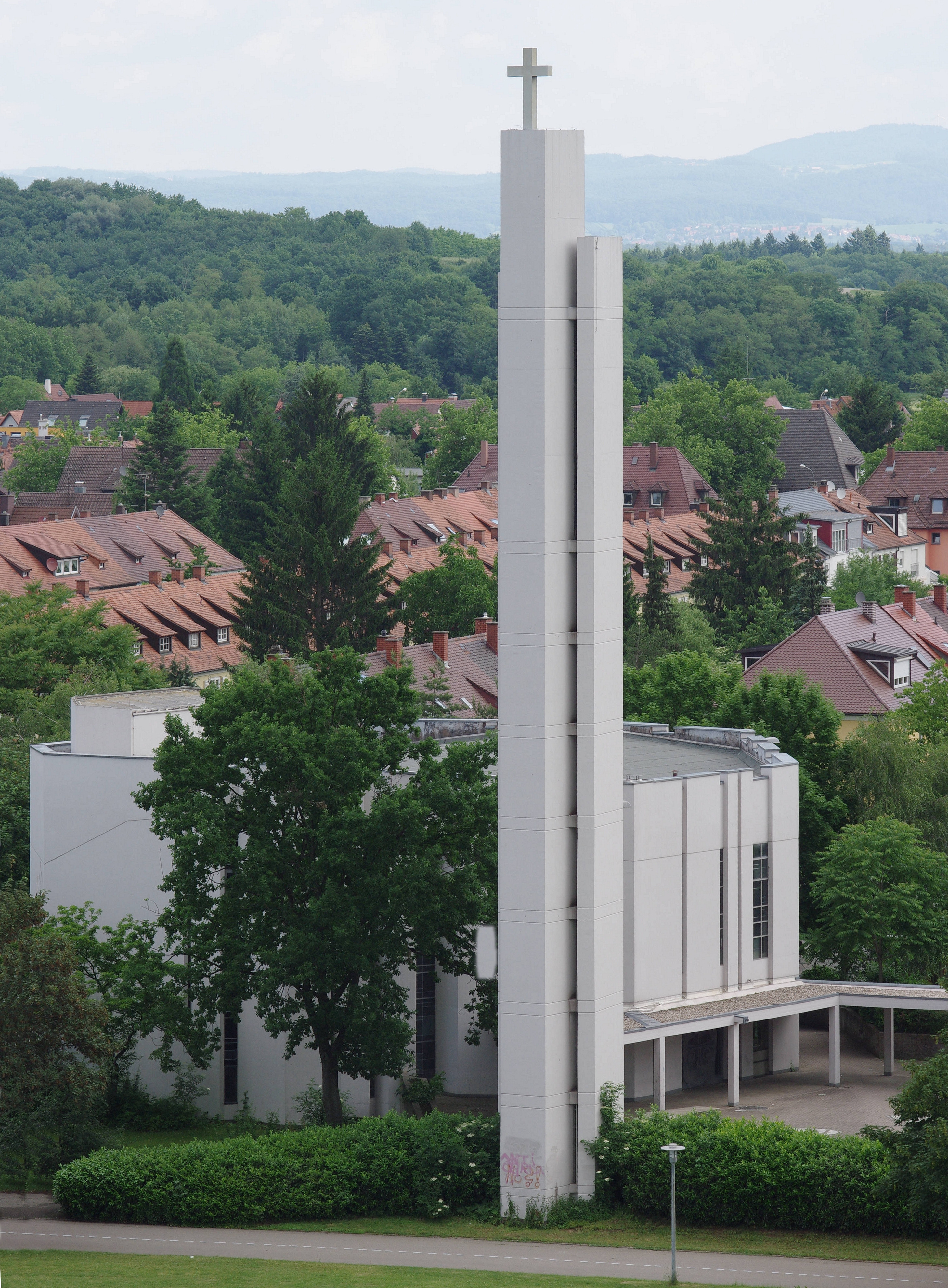
Markuskirche in Freiburg im Breisgau

Seit 2002 ist Bayer Pfarrer an der Markuskirche in Freiburg im Breisgau.

## Publikationen (Auswahl)
- „Als wenn es keinen Eisernen Vorhang gäbe“. Die Deutsche Frage im Spiegel katholischer und protestantischer Presse 1949 bis 1955. Diss. theol. Universität Tübingen 1994.
- Synode und SED-Staat. Die Synode des Bundes der Evangelischen Kirchen in der DDR in Görlitz vom 18. bis 22. September 1987 (= Arbeiten zur Kirchlichen Zeitgeschichte B 24). Von Anke Silomon unter Mitwirkung von Ulrich Bayer. Göttingen 1997.
- Zwischen Protestantismus und Politik. Gustav Heinemanns Weg im Nachkriegsdeutschland 1945 bis 1957, in: Jörg Thierfelder/Matthias Riemenschneider (Hg.): Gustav Heinemann. Christ und Politiker. Mit einem Geleitwort von Präses Manfred Kock, Vorsitzender des Rates der EKD. Edition Zeitzeugen, Karlsruhe 1999, S. 118–149.
- 50 Jahre Evangelische Markusgemeinde Freiburg 1953 bis 2003. Festschrift. Freiburg 2003.
- In Gottes Wort gehalten. Die Evangelische Kirchengemeinde Freiburg 1807–2007. Hg. von Rüdiger Overmans in Zusammenarbeit mit Ulrich Bayer u. a., Freiburg 2006.
- Ho-Chi-Minh in Bad Herrenalb -April 1968: der Vietnamkrieg als Thema der Badischen Landessynode, in: Jahrbuch für Badische Kirchen- und Religionsgeschichte 4 (2010), S. 47–56.
- Epuration du clergé protestant – Zur Entnazifizierung evangelischer Pfarrer in der französischen Besatzungszone, in: Jahrbuch für Badische Kirchen- und Religionsgeschichte 8/9 (2014–2015), S. 129–136.
- Als die Angehörigen der Mordopfer die evangelische Stadtkirche betreten, läuten alle Glocken der Stadt. April 1977: Der Staatsakt für Generalbundesanwalt Siegfried Buback in der Karlsruher Stadtkirche, in: Jahrbuch für Badische Kirchen- und Religionsgeschichte 8/9 (2014–2015), S. 430–437.
- Am Sonntag Quasimodogeniti ist... in Predigt und Kirchengebet auf den Geburtstag des Führers Bezug zu nehmen – Das Gesetzes- und Verordnungsblatt der Badischen Landeskirche während des Zweiten Weltkriegs, in: Jahrbuch für Badische Kirchen- und Religionsgeschichte 11 (2017), S. 137–151.
- Anvertrautes. Klaus Engelhardt im Gespräch (= Veröffentlichungen zur Badischen Kirchen- und Religionsgeschichte. Band 8). Hg. von Ulrich Bayer und Hans-Georg Ulrichs. Stuttgart 2018.
- Die Kanzel ist das Thermopylä der Christenheit, da wird die Schlacht verloren oder gewonnen. – Unerwartete Entdeckungen im Bescheid des Badischen Oberkirchenrates auf die Verhandlungen der Bezirkssynoden 1963, in: Jahrbuch für Badische Kirchen- und Religionsgeschichte 13 (2019), S. 109–130.
- Erinnerungsorte des badischen Protestantismus. Hg. von Ulrich Bayer und Hans-Georg Ulrichs. Neulingen 2020 & 2. Auflage, Neulingen 2021, ISBN 978-3 948968-34-2
- Die 68er und das Pfarrhaus, in: Das evangelische Pfarrhaus im deutschsprachigen Südwesten. Hg. von Hansmartin Schwarzmaier. Oberrheinische Studien. Band 32, Ostfildern 2014, S. 229–316.
- There is no medicine and not a gram of insulin in Freiburg now – Berichte ausländischer Beobachter über die Situation der Kirchen in Baden bei Kriegsende 1945, in: Freiburger Diözesanarchiv 137 (2017), S. 225–242.
- Von Widerstandspflicht und Tyrannenmord. Der "Freiburger Kreis" als Opposition gegen die NS-Diktatur, in: Erinnerungsorte des badischen Protestantismus. Hg. von Ulrich Bayer und Hans-Georg Ulrichs, 2. Auflage Neulingen 2021, S. 13–19.